# 霍姆伍德 (伊利諾伊州)
霍姆伍德（英語：Homewood）是位於美國伊利諾伊州庫克縣的一個村落。

## 地理
霍姆伍德的座標為41°33′26″N 87°39′56″W / 41.55722°N 87.66556°W，而該地最高點為海拔高度200米（即656英尺）。

## 人口
根據2010年美國人口普查的數據，霍姆伍德的面積為13.63平方千米，當中陸地面積為13.51平方千米，而水域面積為0.12平方千米。當地共有人口19323人，而人口密度為每平方千米1,417人。